# Kristian Asmussen
Kristian Asmussen (født 16. april 1971 i Ramløse) er en dansk tidligere håndboldspiller, der spillede som målmand for Nordsjælland Håndbold i Håndboldligaen. Han havde indtil 2023 klubrekorden for flest kampe, indtil han blev overhalet af hans egen nevø Carl-Emil Haunstrup. Han har tidligere haft et udlandsophold i den spanske klub BM Altea.
Asmussen var i mange år en del af det danske håndboldlandshold, som han har repræsenteret 74 gange.

## Eksterne links
- Spillerinfo Arkiveret 30. marts 2009 hos  Wayback Machine